# Mustafá II
Mustafá II (Turco otomano: مصطفى ثانى Muṣṭafā-yi sānī) (Edirne, 6 de fevereiro de 1664 - Istambul, 28 de dezembro de 1703) foi sultão do Império Otomano de 1695 a 1703. Era filho do sultão Maomé IV, o Caçador e abdicou em favor do irmão Amade III em 1703.
Desde o início de seu reinado, o malikiané foi introduzido, o que mudou completamente a natureza das relações econômicas no Império Otomano no século XVIII, dado que o cultivo da terra era o principal meio de subsistência e pilar da economia.